# Singles XD
Singles XD fue un programa de citas producido por Bulldog TV y emitido en Cuatro entre el 12 y el 29 de diciembre de 2017, siendo cancelado tras 13 emisiones debido a sus discretos índices de audiencia. El programa se emitía cada tarde en directo y estaba presentado por Nuria Roca.

## Mecánica
El programa, como cualquier dating show, se dirige a personas sin pareja. En este caso, seis jóvenes vivirán juntos en un piso en el que se irán sucediendo las citas con sus pretendientes, los cuales deberán ser dos como máximo. Sin embargo, cada día irán llegando nuevos candidatos dispuestos a conquistar a los protagonistas, de modo que estos tendrán que decidir si quieren seguir conociendo a los pretendientes que tengan en ese momento, cambiar a alguno de ellos por uno de los nuevos o sustituirlos a ambos. Para ello, con el fin de ser ayudados y aconsejados a la hora de escoger a las personas idóneas, podrán contar con el asesoramiento de sus cuatro compañeros. Del mismo modo, cada día existirá interacción con el público a través de las redes sociales y podrán entrar posibles nuevos pretendientes por videollamada. También, cabe destacar que las citas no se situarán únicamente en el apartamento, sino que podrán salir a diferentes lugares y experimentar situaciones para conocerse mejor y conversar sobre aspectos variados. Finalmente, cuando el protagonista tome una decisión, deberá de elegir entre los dos finalistas a la persona que quiere que se convierta en su pareja formal. A pesar de esto, puede darse el caso de que abandone el programa en solitario si no está seguro con ninguno de sus finalistas.

## ProtagonistasSingles
| Nombre            | Residencia | Edad    | Profesión                         | Elección final                          |
| ----------------- | ---------- | ------- | --------------------------------- | --------------------------------------- |
| Kevin Van Krimpen | Fuengirola | 23 años | Gestor en aeronáutica             | Triana                                  |
| Shara Tamarit     | Valencia   | 22 años | Modelo e influencer               | Christian                               |
| Franxesco Carrión | Valencia   | 28 años | Modelo, camarero y masajista      | -                                       |
| Ana Miranda       | Madrid     | 24 años | Estudiante de Óptica y Optometría | Álex                                    |
| Ángel Rubio       | Madrid     | 24 años | Periodista                        | Darling                                 |
| Aleah Bellamunt   | Valencia   | 21 años | Traductora y relaciones públicas  | Mario y Patricia (relación poliamorosa) |

     Eligió pareja.
     Se fue solo.
     Expulsión.
     Participa actualmente.

## Episodios y audiencias

### Primera temporada (2017)
| Lista de episodios emitidos | Lista de episodios emitidos | Lista de episodios emitidos |
| N.º                         | Fecha de emisión            | Audiencia                   |
| --------------------------- | --------------------------- | --------------------------- |
| 1                           | 12/12/2017                  | 322 000 (2,8%)              |
| 2                           | 13/12/2017                  | 239 000 (2,1%)              |
| 3                           | 14/12/2017                  | 300 000 (2,6%)              |
| 4                           | 15/12/2017                  | 204 000 (1,7%)              |
| 5                           | 18/12/2017                  | 215 000 (1,8%)              |
| 6                           | 19/12/2017                  | 202 000 (1,7%)              |
| 7                           | 20/12/2017                  | 223 000 (2%)                |
| 8                           | 21/12/2017                  | 228 000 (2%)                |
| 9                           | 22/12/2017                  | 186 000 (1,6%)              |
| 10                          | 26/12/2017                  | 189 000 (1,6%)              |
| 11                          | 27/12/2017                  | 97 000 (0,8%)               |
| 12                          | 28/12/2017                  | 161 000 (1,4%)              |
| 13                          | 29/12/2017                  | 167 000 (1,5%)              |

### Audiencia media
| Temporada | Temporada | Episodios | Estreno                 | Final                   | Presentador | Audiencia      |
| --------- | --------- | --------- | ----------------------- | ----------------------- | ----------- | -------------- |
|           | 1         | 13        | 12 de diciembre de 2017 | 29 de diciembre de 2017 | Nuria Roca  | 210 000 (1,8%) |

## Crítica
Berto Molina de El Confidencial hizo una crítica negativa del programa indicando que "carece de novedad, emoción y personajes potentes que llamen la atención del espectador", pero alabó la labor de Nuria Roca.